# Falešný hrdina
Falešný hrdina (v originále Un héros très discret) je francouzský hraný film z roku 1996, který režíroval Jacques Audiard podle stejnojmenného románu Jeana-Françoise Deniaua. Snímek měl světovou premiéru na filmovém festivalu v Cannes.

## Děj
Albert Dehousse chtěl být od dětství jako hrdina z dobrodružných románů. V malém poklidném městečku Lambersart (Nord), kde žije se svou matkou, se toho ale moc neděje. Jeho matka žije ze vzpomínek na zesnulého otce, oficiálně hrdiny Velké války, ale ve skutečnosti alkoholika. Druhá světová válka uplyne, aniž by měl Albert možnost stát se hrdinou. Opouští proto manželku Yvette, dceru odbojáře, a odchází do Paříže, kde jsou oslavováni hrdinové francouzského odboje.
Albert se v září 1944 seznamuje s kapitánem Dionnetem, který mu pomůže najít ubytování v hotelu na rue Lepic. Stane se vrátným v kabaretu a vymyslí trik, jak se dostat mezi odbojáře. Prohlašuje, že je bývalý svobodný Francouz, který působil v Londýně. Jeho lži jsou zčásti postavené na malých pravdivých detailech, které dávají jeho slovům věrohodnost. Navzdory pochybnostem některých lidí je navržen, aby byl  poradcem během čistek.
Díky své výkonnosti je Albert nakonec za své odbojové akce jmenován podplukovníkem a odejde s francouzskými okupačními jednotkami do Baden-Badenu řídit vojenskou kancelář. Tam se seznámí se Servane, členkou francouzského odboje, kterou potkal již v Paříži, a stanou se z nich milenci. Jeho lži však začnou vycházet najevo. Přizná se k podvodu a podepíše doznání. Není však potrestán, aby se zabránilo skandálu. Nakonec je odsouzen ke třem letům pouze za bigamii, protože se oženil se Servane, aniž by se rozvedl s Yvette.

## Obsazení
| Mathieu Kassovitz                | Albert Dehousse                                                         |
| Albert Dupontel                  | kapitán Dionnet                                                         |
| Anouk Grinberg                   | Servane                                                                 |
| Sandrine Kiberlainová            | Yvette Caron                                                            |
| Jean-Louis Trintignant           | Albert Dehousse, ve stáří                                               |
| Nadia Barentin                   | generálova žena / paní Louvierová / zaměstnankyně úřadu pro pohřešované |
| Bernard Bloch                    | Ernst, majordomus                                                       |
| François Chattot                 | Louvier, domovník                                                       |
| Philippe Duclos                  | Caron, Albertův švagr                                                   |
| Danièle Lebrun                   | paní Dehousse                                                           |
| Armand Quentin de Baudry d'Asson | Angličan                                                                |
| Wilfred Benaïche                 | Nervoix z Londýna                                                       |
| Clotilde Mollet                  | Odette, prostitutka                                                     |
| François Berléand                | pan Jo                                                                  |
| Philippe Harel                   | důstojník pověřený organizováním čistky                                 |
| François Levantal                | Delavelle z divize Charlemagne                                          |
| Patrick Ligardes                 | Malbert                                                                 |
| Philippe Nahon                   | generál                                                                 |
| Yves Verhoeven                   | Boutin                                                                  |
| Alain Umhauer                    | advokát                                                                 |
| Bruno Putzulu                    | Meyer-Meyer                                                             |

## Ocenění
- Filmový festival v Cannes: cena za nejlepší scénář
- Stockholmský mezinárodní filmový festival: cena za nejlepší scénář
- Mezinárodní filmový týden Valladolid: cena Épi d’argent